# Corydoras davidsandsi
Corydoras davidsandsi Black, 1987 è un pesce osseo d'acqua dolce, appartenente alla famiglia Callichthyidae.

## Distribuzione e habitat
Proviene dal Brasile (bacino del Rio Negro), dove è comune nel Rio Unini (locus typicus).

## Descrizione
Presenta un corpo allungato, leggermente compresso sui lati e sull'addome, di una lunghezza massima di 4,4 cm. La colorazione è pallida con una striatura scura sul dorso e una che passa dall'occhio. Prima della pinna dorsale è presente un'area arancione.

## Biologia

### Comportamento
Forma piccoli gruppi.

### Alimentazione
Ha dieta onnivora.

## Acquariofilia
Si può allevare in acquario e riprodurre con successo in cattività.